# Pyreneeënbeeksalamander

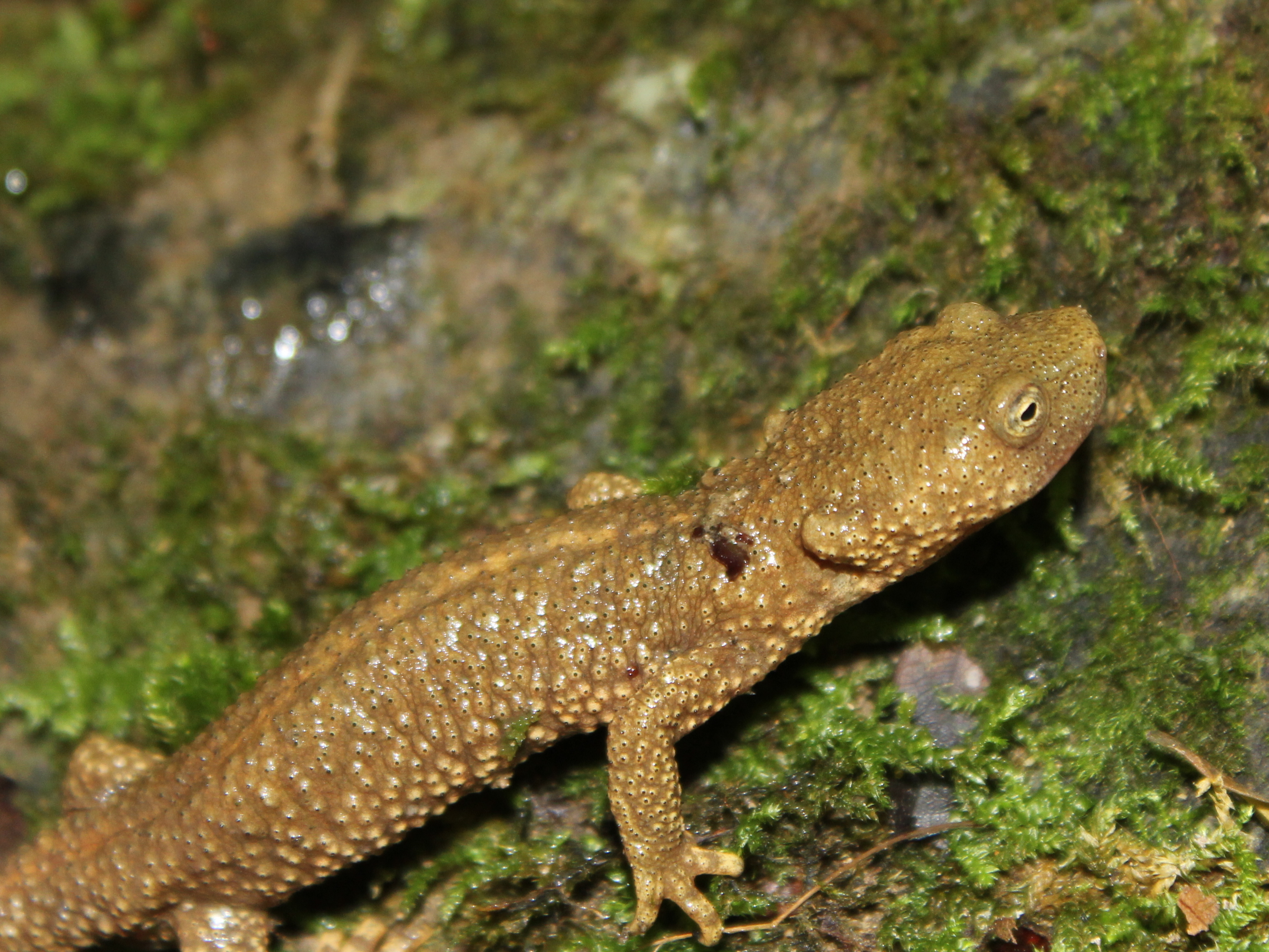
Calotriton asper

De pyreneeënbeeksalamander (Calotriton asper) is een landsalamander uit de familie echte salamanders (Salamandridae).

## Naamgeving
De soort werd voor het eerst wetenschappelijk beschreven door Alfredo Dugès in 1852. Oorspronkelijk werd de wetenschappelijke naam Hemitriton asper gebruikt. De soort behoorde lange tijd tot het geslacht Euproctus.

## Uiterlijke kenmerken
De mannetjes van deze soort bereiken een lichaamslengte van ongeveer 12 centimeter, de vrouwtjes worden groter en kunnen tot 14 cm lang worden. De meeste exemplaren zijn eenvoudig te herkennen aan de lichtgele tot oranje lengtestreep op het midden van de rug. De basiskleur is donkergrijs tot bruin, soms ook naar rood of groen neigend, en de huid is zeer wrattig vooral op de flanken en onder de staart. Deze wratten zijn donkerder van kleur en soms ook zwart. De buik is meestal lichter en de mannetjes zijn kleiner en hebben in de paartijd een rood met blauwe buik. De juvenielen zijn egaal zwart met een felgele rugstreep.

## Algemeen
Deze soort is zowel land- als water bewonend, maar buiten de paartijd komt het dier weinig in het water. Wel blijft de pyreneeënbeeksalamander in de buurt van meren, stroompjes en beken, en schuilt overdag onder rotsblokken of boomstammen om 's nachts op jacht te gaan naar wormen, naaktslakken en andere kleine ongewervelden. De salamander heeft een klein verspreidingsgebied, maar waar de soort voorkomt is hij nog vrij algemeen; de bergstreken van de Pyreneeën tussen Frankrijk en Spanje. De salamander komt tot 2500 meter hoogte voor in bij voorkeur rotsen of grotten.

## Bedreigingen
In een deel van de natuurlijke biotopen vormt uitgezette forel een bedreiging.